# Kendall (New York)
Kendall è un comune degli Stati Uniti d'America, situato nello stato di New York, nella contea di Orleans.